# Desanka Maksimovićová
Desanka Maksimovićová, srbsky Десанка Максимовић (16. květen 1898, Valjevo – 11. únor 1993, Bělehrad) byla srbská spisovatelka, především pak básnířka, autorka intimní a reflexívní lyriky.

## Život
Narodila se v učitelské slavjanofilské rodině, v otcově knihovně nacházela mnoho ruských knih, což ji ovlivnilo v její orientaci (i překladatelské) na ruskou poezii, stejně jako manželství s Rusem Sergy Slastikovem.
Dětství prožila v Brankovině, gymnázium studovala ve Valjevu a maturovala v roce 1919. Poté studovala na bělehradské univerzitě, a to jugoslávskou literaturu. Po studiích začala učit na gymnáziu. Díky stipendiu francouzské vlády pobyla jeden rok na pařížské Sorbonně. Vrátila se v roce 1925. Rok pak učila dějepis a literaturu na učitelské škole v Dubrovníku, poté se odstěhovala do Bělehradu, kde začala učit na dívčím gymnáziu a kde žila až do smrti. Během německé okupace byla roku 1941 předčasně penzionována. Živila se tehdy tím, že se sestrou pěstovala na zahradě zeleninu a dávala soukromé hodiny matematiky a jazyků. Avšak po osvobození se na dívčí gymnázium vrátila a působila tam až do odchodu do důchodu v roce 1953.

## Dílo
První verše napsala již jako gymnazistka. Poprvé publikovala v roce 1919 v časopise Misao (Myšlenka), který redigoval její profesor na gymnáziu Sima Pandurovič a Velimir Živojinovič-Massuka.
První sbírku veršů nazvanou prostě Básně (Pesme) vydala roku 1924. Shrnula do ní verše o prvních dívčích milostných vzplanutích, které modernisté vnímali jako příliš tradiční (ona sama nepatřila k žádnému meziválečného srbskému literárnímu hnutí nebo směru). V dalších dílech však zvážněla témata i zesložitěla forma, například ve sbírkách básní Zahrada dětství (1927, Vrt detinjstva), Zelený rytíř (1930, Zeleni vitez) či Hostina na louce (1932, Gozba na livadi). Užívala především volný verš, přesto čerpala hojně z lidové slovesné tvorby, kterou přetvářela a přizpůsobovala básnickému stylu své doby. Krom milostné lyriky psala též verše o přírodě, sociální lyriku i vlasteneckou poezii.
Za okupace napsala sbírku Krvavá pohádka (Krvavá bajka) o masové vraždě, kterou Němci spáchali v Kragujevci roku 1941. Na okupaci reagovaly i sbírky Srbsko za soumraku (Srbija u sutonu) či Osvobození Cvety Andričové (Oslobođenje Cvete Andrić). Po roce 1945 vydala mnoho dalších sbírek, ale podle většiny literárních teoretiků její tvorba vyvrcholila v 60. letech, především pak roku 1964 sbírkou Žádám o milost (Tražim pomílovanje). Jde vlastně o básnivé komentáře k zákoníku cara Dušana.
Z jejích románů vynikly Povstalecká třída (Buntovan razred), Nezapomenout (Ne zaboraviti), z povídkové tvorby pak sbírka Šílenství srdce (Ludilo srca). Věnovala se též tvorbě pro děti: Srdce loutky Ospalky a jiné povídky pro děti (1931, Srce lutke Spavaljke i druge priče za decu), Rozezpívané povídky (1938, Raspevane priče), Dětský pokoj a jiné povídky (1942, Dečja soba i ostale priče).
Vydala i cestopis o Norsku Svátky cestování (1972, Praznici putovanja).
Její básně byly přeloženy do ruštiny, francouzštiny, bulharštiny, albánštiny, turečtiny, slovenštiny, arménštiny, estonštiny, rumunštiny, gruzínštiny, litevštiny, polštiny, angličtiny, španělštiny, portugalštiny, němčiny, slovinštiny, makedonštiny, italštiny a češtiny.
Překládala z ruské, bulharské, francouzské, makedonské, slovinské a norské poezie. A také z české – v roce 1977 například přeložila výbor z básnického díla Viléma Závady.
Získala řadu cen, od roku 1959 byla členkou Srbské akademie věd a umění.